# Jessica Steiger
Jessica Steiger (* 24. Mai 1992 in Gladbeck) ist eine deutsche Schwimmerin. Sie startet für den VfL Gladbeck.

## Leben
Jessica Steiger ist die Tochter der ehemaligen Schwimmerin und Olympiateilnehmerin Sandra Dahlmann. Sie absolvierte 2011 ihr Abitur, schloss 2015 einen Bachelorstudium in Erziehungswissenschaften sowie 2018 ein Fernstudium in Psychologie ab. Seit 2020 ist sie verheiratet.

## Sportlicher Werdegang
Steiger wurde bis Anfang 2020 von Harry Schulz trainiert. Seitdem trainiert sie unter der Leitung von Marcel Karow.
Ihre ersten Einsätze bei internationalen Titelkämpfen hatte sie im Alter von 24 Jahren bei den Londoner Europameisterschaften 2016 über 100 m und 200 m Brust sowie 200 m Lagen. Das beste Ergebnis erzielte sie dabei mit dem 16. Platz im Halbfinale über 200 m Brust. Über diese Strecke war sie zuvor erstmals Deutsche Meisterin geworden und verteidigte diesen Titel in den Folgejahren bis 2019 dreimal. Im Jahr 2017 stellte sie dabei in 2:25,00 min einen neuen deutschen Rekord über 200 m Brust auf und stellte damit den zehn Jahre alten Rekord von Birte Steven ein.
Im Dezember 2018 nahm Steiger mit dem DSV-Nationalteam an der Kurzbahn-WM in Hangzhou teil. Sie startete in der 4 × 100-m-Freistilstaffel gemeinsam mit Annika Bruhn, Reva Foos und Marie Pietruschka und stellte dabei im Vorlauf einen neuen deutschen Kurzbahnrekord auf. Im Finale erreichte das Quartett Rang sechs und verbesserte den Rekord aus dem Vorlauf erneut auf 3:33,27 min.
Als Mitglied der deutschen Nationalmannschaft wird Steiger seit 2016 über Brust und Lagen sowie in Staffeln eingesetzt.
Um sich auf die Olympischen Sommerspiele 2020 vorbereiten zu können, verzichtete Steiger 2019 auf die Teilnahme an den Kurzbahneuropameisterschaften 2019 in Glasgow.

## Erfolge
- direkter Einzug ins Halbfinale über 200 m Brust bei den Schwimmeuropameisterschaften 2016
- 4. Platz mit der 4 × 50-m-Lagen-Mixedstaffel (Schlussschwimmerin) bei den Kurzbahneuropameisterschaften 2017 (Kopenhagen); dabei verpasste das Team den 3. Platz um wenige Hundertstelsekunden und den Weltrekord um zwei Zehntelsekunden
- 5. Platz bei den Kurzbahneuropameisterschaften 2017 über 200 m Brust
- 8. Platz mit der 4 × 100-m-Freistilstaffel bei den Schwimmweltmeisterschaften 2019 (Gwangju)